# بوبي هاوك
بوبي هاوك (بالإنجليزية: Bobby Hauck)‏ هو مدير فني أمريكي، ولد في 14 يونيو 1964 في ميسولا في الولايات المتحدة.